# San Juan Bautista Guelache
San Juan Bautista Guelache è un comune del Messico, situato nello stato di Oaxaca.